# Hope-Blenheim
Hope-Blenheim es una localidad de Trinidad y Tobago, que forma parte de la parroquia de St. George.

## Geografía
La localidad abarca parte de la isla de Tobago y limita al norte y este con Mount St. George, al sur con el océano Atlántico y Mount St. George y al oeste con Hope Farm-John Dial.

## Demografía
Datos demográficos de la localidad de Hope-Blenheim:
| Gráfica de evolución demográfica de Hope-Blenheim entre 2000 y 2011 |
|                                                                     |